# Piotr Jaśkowski
Piotr Jaśkowski (ur. w 18 maja 1957 w Bydgoszczy, zm. 6 stycznia 2011) – polski psychofizjolog i kognitywista, autor podręczników, tłumacz.

## Życiorys
Doktorat z nauk przyrodniczych (biofizyka) uzyskał w 1982 na Wydziale Lekarskim Akademii Medycznej w Poznaniu, stopień dr. hab. nauk medycznych w 1995, a tytuł profesora w 2002. W 2008 uzyskał także stopień dr. hab. nauk humanistycznych (psychologia) na Wydziale Filozoficznym Uniwersytetu Jagiellońskiego w Krakowie.
Od 2004 był prorektorem ds. nauki Wyższej Szkoły Finansów i Zarządzania w Warszawie oraz kierownikiem Katedry Psychologii Poznawczej. Jako stypendysta Fundacji Aleksandra von Humboldta (1995-96), Deutsche Akademische Austauschdienst (1992) oraz Deutsche Forschung Gemeinschaft (1996-2003) pracował na Uniwersytecie Medycznym w Lubece. Został laureatem Nagrody im. Wandy Budohoskiej (2003). Pełnił funkcję redaktora naczelnego Advances in Cognitive Psychology oraz był członkiem rady redakcyjnej Acta Neurobiologiae Experimentalis. Jego główne zainteresowania naukowe dotyczyły psychofizjologii i – szerzej – neuronauki poznawczej. Prowadził badania z zakresu percepcji podprogowej (w tym prymowania podprogowego), neuronalnych mechanizmów uwagi i świadomości, zależności między percepcją i akcją oraz neuronalnych podstaw dysleksji – w znacznej części swoich badań stosował metodę elektroencefalografii i potencjałów wywołanych. 
Jego dorobek naukowy obejmuje ok. 260 prac i doniesień naukowych, z których 60 ukazało się w czasopismach z listy filadelfijskiej.